# Shlomo Wolbe
Pour les articles homonymes, voir Wolbe.
Shlomo (Wilhelm) Wolbe ou Gustav Karl Friederich (Shlomo) Wolbe
 (1914 ou 1918 à Berlin - 25 avril 2005 à Jérusalem) est un rabbin israélien d'origine allemande, venant d'une famille juive assimilée et qui devient non seulement religieux mais haredi. Il est un des représentants importants du mouvement du Moussar aux XXe et XXIe siècles.

## Biographie
Shlomo (Wilhelm) Wolbe est né en 1914 à Berlin. Il est le fils de Moshe (Eugen) Wolbe et Rose Wolbe.
Eugen Wolbe, né le 6 avril 1873 à Berlin et mort le 22 septembre 1938, à l'âge de 65 ans, est un pédagogue allemand. Rose Wolbe née Brutzkus, est née en 1882. Elle est déportée à Riga, en Lettonie, où elle meurt en 1942, à l'âge de 60 ans. 

### Études
Shlomo Wolbe étudie à l'Université de Berlin de 1930 â 1933.
Durant ses études universitaires il devient un juif orthodoxe (Baal Techouva).
Il entame alors des études au Séminaire rabbinique Hildesheimer de Berlin et à la Yechiva du rabbin Joseph Breuer à Francfort.
Il continue ses études à la Yechiva Etz Haïm de Montreux en Suisse et à la Yechiva de Mir en Pologne. Il devient proche du Mashgia'h Rou'hani, le rabbin Yeruchom Levovitz et aussi du rabbin Yechezkel Levenstein.

### Suède
Durant la Seconde Guerre mondiale, Shlomo Wolbe, citoyen allemand, ne peut accompagner la Yechiva de Mir qui s'exile. Un étudiant de la yechiva, Bert Lehman, un suédois, lui propose de venir dans son pays et d'enseigner à ses fils. Il accepte et passe les années de guerre en Suède, pays neutre.
Rabbin, il est actif dans le Comité de sauvetage américain avec le rabbin Benjamin Jakobson. À la fin de la guerre, il fonde une école pour jeunes filles, rescapées de la Shoah, à Lidingö, une île du sud de l'Uppland, située à l'est du centre-ville de Stockholm.

### Palestine mandataire
En 1946, Shlomo Wolbe part pour la Palestine mandataire. 

## Œuvres
- (he) Alei Shur.
- (he) B'Emunato Yichye -
- (he) Daat Shlomo : Maamrei Geula
- (he) Daat Shlomo : Maamrei Zman Matan Torateinu, 2009,  (ISBN 1680251848),  (ISBN 9781680251845)
- (he) Kuntres HaAdam B'Yakar, 1999
- (he) Maamrei Yemei HaRatzon
- (he)  HaYedidut / Ohr Lashav
- (en) Planting & Building in Education: Raising a Jewish Child. Feldheim Publishers, 2000.  (ISBN 1583304029),  (ISBN 9781583304020)
- (he) Igroth uKtavim (Iggeroth uKetavim) vol. 2., 2006
- (he) Ruach Shlomo al Hatorah - [Rouah Chelomo], 2021
- (en) Pathways a Brief Introduction to the World of Torah. Feldheim Publishers, 1983.  (ISBN 0873063309),  (ISBN 9780873063302)
- (he) Daat Shlomo: Maamarei Yemei Haratzon Ellul, 2008, 1983.  (ISBN 168025183X),  (ISBN 9781680251838)